# Малое Городище (Брестская область)
Малое Городище (бел. Мало́е Гарадзі́шча) — агрогородок в Ляховичском районе Брестской области Беларуси. В составе Ольховского сельсовета.

## География
Расстояние до Ляхович 16 км, до Бреста — 185 км. Ближайшие населённые пункты в 2 км Волька, Кривое Село, в 3 км Большое Городище, Завинье, Мариново.

## История
С 1908 года в Кривошинской волости Новогрудского уезда Минской губернии Российском империи.
В 1940—1997 годах центр Малогородищенского сельсовета.
В 2010 году деревня Малое Городище преобразована в агрогородок.

## Население
- 1908 год — 250 жителей, 39 дворов (деревня Городище Малое)[3]
- 2009 год — 356 жителей (перепись населения)[3]

## Культура
- Дом культуры
- Библиотека